# Бертрикс
Бертрикс (на френски: Bertrix) е селище в Южна Белгия, окръг Ньофшато на провинция Люксембург. Населението му е около 8200 души (2006).

## Известни личности
Родени в Бертрикс
- Юбер Пиерло (1883 – 1963), политик